# Jorge de Mendonça Pessanha
Jorge de Mendonça Pessanha (?-Lisboa,1636), foi um militar português que se distinguiu como adaíl de Tânger e mais tarde, como capitão-general de Ceuta.
Oriundo do clã Pessanha, foi fidalgo da Casa Real e Cavaleiro da Ordem de Cristo.
Começou por se distinguir como adail de Tanger a partir de 1608. Comandou uma expedição de 225 cavaleiros contra a aldeia de Six Alhambra. Das suas investidas destaca-se a de 1619, quando regressou a Tânger com "quatrocentas cabeças de gado grosso, quinhentas do meudo” . Em 1625 distinguiu-se contra três investidas de novecentos mouros 
Em 1627 foi investido como capitão de Ceuta, na qual se distingiu como por exemplo no ano seguinte no socorro prestado a forças castelhanas em Mamora (actual Mehdia). Em 1629 prestou-se valorosamente numa batalha em Tetuão, graças à qual foi recebido efusivamente em Ceuta. A poetisa Ana Caro de Mallén dedicou-lhe o poema em 1633 Grandiosa vitoria que alcanzó de los moros de Tetuán Jorge de Mendoça y Piçaña, general de Ceuta, quitándoles gran suma de ganados cerca de las mismas puertas de Tetuán. No ano seguinte seria substituído nas funções de capitão-general,  por Brás Teles de Meneses.